# Austrochthonius zealandicus
Espèce
Synonymes
- Austrochthonius obscurus Beier, 1966
- Austrochthonius luxtoni Beier, 1967
- Austrochthonius inversus Beier, 1967

Austrochthonius zealandicus est une espèce de pseudoscorpions de la famille des Chthoniidae.

## Distribution
Cette espèce est endémique de Nouvelle-Zélande.

## Liste des sous-espèces
Selon Pseudoscorpions of the World (version 3.0) :
- Austrochthonius zealandicus obscurus Beier, 1966
- Austrochthonius zealandicus zealandicus Beier, 1966

## Étymologie
Son nom d'espèce lui a été donné en référence au lieu de sa découverte, la Nouvelle-Zélande.

## Publication originale
- Beier, 1966 : Zur Kenntnis der Pseudoscorpioniden-Fauna Neu-Seelands. Pacific Insects, vol. 8, p. 363-379.